# Orthonyx
Orthonyx là một chi chim trong họ Orthonychidae.

## Các loài
- Orthonyx novaeguineae
- Orthonyx temminckii
- Orthonyx spaldingii